# جوفينال
جوفينال (باللاتينية: Decimus Iunius Iuvenalis)‏ إسمه الكامل ديسيموس يونيوس يوفيناليوس (باللاتينية: Decimus Iūnius Iuvenālis) هو شاعر روماني قديم عاش في القرن الأول والثاني الميلادي، المعلومات عنه غير واضحة حيث أنه يرجح غالباً أنه عاش في أواخر القرن الأول وبدايات القرن الثاني الميلادي في أكينو، عرف بأشعاره الهزلية، أسلوبه كان شبيه بأسلوب غايوس لوكيلوس الذي عاش قبل 200 سنة منه.

## روابط خارجية
- جوفينال على موقع الموسوعة البريطانية (الإنجليزية)
- جوفينال على موقع إن إن دي بي (الإنجليزية)